# マール・グリーン・ロバートソン
マール・グリーン・ロバートソン（Merle Greene Robertson、1913年8月30日 - 2011年4月22日）は、アメリカ合衆国の芸術家、歴史学者で、古代マヤ文明の研究家。マヤのモニュメントの拓本を4000枚以上作製し、パレンケで「円卓会議」と呼ばれるマヤ碑文研究の会議を開催した。

## 生涯
マール・グリーン・ロバートソンはモンタナ州カスター郡のマイルズ・シティーで生まれた。結婚前の姓はマッキャン(McCann)だった。8歳のときに一家はグレートフォールズに引っこした。近所にチャールズ・マリオン・ラッセルが住んでいた。
後に一家はシアトルに引っこし、マールはシアトルにあるワシントン大学でグラフィックデザインと建築設計を学んだ。卒業後、1936年に学生時代からつきあっていたウォラス・マクニール・グリーンと結婚し、2人の子を生んだが、夫の浮気によって1950年に離婚した。その後、子供たちを連れてカリフォルニア州に移った。
修士(MFA)の学位を取るために1959年から1963年までメキシコのサン・ミゲル・デ・アジェンデにあるグアナフアト大学で学んだ。その間、週末にグアテマラのティカルを訪れてその遺跡に感動し、マヤ美術学者としての活動を始めた。当時行われていたペンシルベニア大学によるティカル発掘に美術担当として参加し、このときにはじめてマヤのモニュメントの拓本を取った。
拓本は高く評価され、他の遺跡の拓本も取るように勧められた。その後40年間に130の遺跡をまわって写真と拓本をとりつづけた。写真と異なって拓本は実物大であり、光線の影響を受けないという利点があった。遺物の多くはその後風化や破壊にさらされたため、これらの拓本は貴重な記録になっている。最初はシーツと油絵具を使った間に合わせの拓本だったが、翌年からは濡れても破れない日本の和紙と墨を使うようになった。
1966年にローレンス・ウィリアム・ロバートソンと再婚し、夫婦はパレンケに住んだ。
1973年にパレンケで「円卓会議」(Mesa Redonda)というマヤ研究者の会議を開いた。会議は1993年まで全8回開催され、全10巻の紀要が出版された。
1981年に夫が死亡し、その後エル・チチョンの噴火の被害にもあったため、パレンケからサンフランシスコに移った。
1982年、先コロンブス美術調査研究所(Pre-Columbian Art Research Institute, PARI)を設立した。
1993年、メキシコ政府からアステカ鷲勲章を贈られた。2004年にグアテマラのポポル・ヴフ博物館から表彰された。
2011年、サンフランシスコの自宅で没した。97歳だった。
ロバートソンによる拓本のうち2000枚以上がニューオーリンズのテュレーン大学に保存されている。CD-ROM形式やオンライン（外部リンク参照）でも閲覧できる。

## 主要な著書
- Ancient Maya Relief Sculpture. Metropolitan Museum of Art. (1967)
- The Sculpture of Palenque. Princeton University Press. (1983-1991)（全4巻）
- Merle Greene Robertson's Rubbings of Maya Sculpture. Pre-Columbian Art Research Institute. (1973-1995)（全10巻）